# 吕贝龙地区维特罗勒
吕贝龙地区维特罗勒（法語：Vitrolles-en-Lubéron）是法国普罗旺斯-阿尔卑斯-蓝色海岸大区 沃克吕兹省的一个市镇，属于阿普特区 佩尔蒂伊县。该市镇2009年时的人口 为164人。

## 人口
吕贝龙地区维特罗勒人口变化图示
| 数据来源：INSEE |